# Rödön, ort
Rödön (även benämnd Rödågården) är kyrkbyn i Rödöns socken i Krokoms kommun i Jämtland. Från 2015 till 2023 avgränsade SCB här en småort. Vid avgränsningen 2023 klasssades området som en tätort
Orten ligger på halvön Rödön och här ligger Rödöns kyrka.